# Dubbele binding (scheikunde)
Een dubbele binding is een covalente binding tussen twee atomen, waarbij twee gemeenschappelijke elektronenparen, en dus in totaal 4 elektronen, betrokken zijn.
Bij een enkelvoudige binding zijn slechts twee elektronen betrokken: de relevante atoomorbitalen overlappen axiaal en vormen op deze manier een σ-binding. In een dubbele binding is een van de twee bindingen ook een σ-binding, terwijl de andere een π-binding vormt, door de zijdelingse overlap van twee p-orbitalen. De twee elektronen in dit moleculair orbitaal worden π-elektronen genoemd. De π-elektronen bevinden zich niet tussen de twee atomen in, maar in een elektronenruimte boven en onder de binding.
Een covalente verbinding die een dubbele binding bevat wordt een onverzadigde verbinding genoemd.

## Dubbele binding in de organische chemie
De dubbele binding komt veel voor in de organische chemie. Een koolstofatoom kan met maximaal vier atomen enkele bindingen aangaan. Zo bestaat methaan (CH4) uit een koolstofatoom dat vier σ-bindingen aangaat met vier waterstofatomen.
Twee koolstofatomen kunnen met elkaar ook een dubbele binding aangaan. Een eenvoudig voorbeeld is etheen.
Een dubbele covalente binding kan ook tussen andere atomen voorkomen. Zo bestaat zuurstofgas in de triplettoestand uit twee zuurstofatomen die met een dubbele binding chemisch aan elkaar gebonden zijn. Ook combinaties van verschillende atomen kunnen een dubbele binding vertonen. De carbonylgroep bestaat uit een koolstof- en zuurstofatoom die dubbel gebonden zijn. In imines komt een dubbele binding tussen koolstof en stikstof voor.
|        |        |                   |
| Etheen | Aceton | Dimethylsulfoxide |

Dubbele bindingen tussen koolstof en grote elementen, zoals zwavel, fosfor, seleen en telluur, komen minder voor, omdat de orbitaaloverlap een stuk minder efficiënt verloopt. De kernen van de betrokken atomen zitten namelijk verder van elkaar en de binding is dus zwakker. Dergelijke bindingen worden gemakkelijk geoxideerd.

## Beschouwing vanuit de moleculaire orbitaaltheorie
In zijn grondtoestand bevat een koolstofatoom 6 elektronen. De elektronen rond het atoom beschrijven een baan rondom de atoomkern. Rekening houdend met het onzekerheidsprincipe van Heisenberg, kan de precieze plaats van het elektron en zijn impulsmoment niet tegelijkertijd bekend zijn. Als zodanig wordt gesproken over energieniveaus of orbitalen. Een orbitaal is een plek binnen de elektronenwolk van een atoom waarin de kans op het aantreffen van een elektron het grootst is. De orbitalen moeten in wezen opgevat worden als het kwadraat van een wiskundige golffunctie, die een probabiliteitsdensiteit voorstelt. De golffunctie zelf kan zowel positief als negatief zijn en beschrijft de amplitude vanaf een nullijn wanneer men een dergelijke golf in een grafiek zou beschrijven. Elk orbitaal kan maximaal 2 en minimaal 0 elektronen bevatten. Wanneer een chemische binding gevormd wordt, is er sprake van een overlapping van twee atomaire orbitalen. In het nieuw ontstane moleculaire orbitaal bevinden zich altijd 2 elektronen. Dit proces wordt een LCAO (Linear Combination of Atomic Orbitals) genoemd.
In zijn grondtoestand is de elektronenconfiguratie van koolstof te omschrijven als 1s2 2s22p2. Echter om een verbinding als methaan (CH4) te vormen, zijn 4 vrije elektronen nodig. Voor koolstof is dit door de afwezigheid van vrije bindingselektronen in de grondtoestand onmogelijk. Daarom vormt het atoom zogenoemde hybride orbitalen: er ontstaan 4 nieuwe sp3-gehybridiseerde orbitalen, allemaal van een gelijk energieniveau. Daartoe wordt een elektron uit het 2s-orbitaal overgebracht naar het 2p-orbitaal. De hybride orbitalen zijn lager in energie dan de 2p-orbitalen, maar hoger dan het 2s-orbitaal. In methaan vormt elk waterstofatoom met koolstof een 1s-sp3-moleculair orbitaal.
In deze toestand kan door de ongunstige afstand tussen de orbitalen, slechts één orbitaal van elk atoom overlappen om zo een moleculair orbitaal te vormen. Om een dubbele binding te vormen moet een ander soort hybride orbitalen gevormd worden: de sp2-gehybridiseerde orbitalen. Daardoor blijft één p-orbitaal over, dat loodrecht staat op het vlak waarin de drie sp2-gehybridiseerde orbitalen liggen. Overlapping met een sp2-orbitaal resulteert in een σ-binding. Wanneer deze σ-binding gevormd wordt, kan door de gunstige afstand tussen twee 2p-orbitalen een zijdelingse overlap plaatsgrijpen tussen deze beiden. Er ontstaan uit de twee atomaire orbitalen twee moleculaire orbitalen, een bindende en een antibindende. Als het bindende orbitaal met twee elektronen bezet wordt, wordt gesproken van een pi-binding. Dergelijke bindingen komen voor in bijvoorbeeld de carbonylgroep en in alkenen. De binding is zwakker door de minder efficiënte orbitaaloverlap en is gemakkelijker te verbreken door toevoeging van energie. Een elektron wordt daarbij van de bindende naar de antibindende orbitaal verplaatst: het molecuul bevindt zich dan in een aangeslagen toestand. Dit is de reden waarom verbindingen zoals etheen gemakkelijk radicalaire additie van halogenen kunnen ondergaan, of radicalair kunnen polymeriseren (tot polyethyleen).
| | |
| Voorstelling van etheen met aanduiding van het sp2-gehybridiseerd orbitaal dat instaat voor de σ-binding tussen beide koolstofatomen en het p-orbitaal dat loodrecht op het vlak van de bindingen staat. | Voorstelling van het moleculaire π-orbitaal van etheen, gelegen boven en onder het vlak van het moleculaire σ-orbitaal. |

Bij een drievoudige binding (zoals in  alkynen) of tweevoudig dubbel gebonden atomen (bijvoorbeeld in koolstofdioxide of allenen) is er sprake van sp-hybridisatie en zijn er naast de twee gehybridiseerde orbitalen nog twee p-orbitalen aanwezig. Deze staan loodrecht op elkaar. Hierdoor is tweemaal een zijdelingse overlap mogelijk, waardoor twee π-bindingen ontstaan.
Ook andere atomen dan koolstof vertonen hybridisatie bij het vormen van een chemische binding. Stikstof in ammoniak (NH3) vormt vier sp3-gehybridiseerde orbitalen, waarvan één het vrij elektronenpaar bevat.

## Meervoudig onverzadigde verbindingen
Verbindingen met meerdere dubbele bindingen worden meervoudig onverzadigde verbindingen genoemd.
Als in een meervoudig onverzadigde verbinding de dubbele bindingen afgewisseld worden met enkelvoudige bindingen, zoals bij 1,3-butadieen, kunnen de p-orbitalen over het volledige systeem overlappen. De aanwezig bindingselektronen kunnen zich dus verplaatsen over het molecuul. Dit wordt een geconjugeerd systeem genoemd en dit levert extra stabiliteit voor de verbinding. De aromatische verbindingen vormen een bijzondere klasse hierin, omdat zij een vlak kortgesloten cyclisch systeem bevatten waarin 4n + 2 pi-elektronen (regel van Hückel) vrij kunnen bewegen.
Andere groepen van meervoudig onverzadigde verbindingen zijn annulenen, cumulenen en polyynen.

## Vetten en oliën
Een onverzadigde binding in vetzuren veroorzaakt dat het vloeibaarder is dan het overeenkomstige verzadigde vetzuur. Onverzadigde vetzuren maken oliën vloeibaar (zonnebloemolie) of vetten zacht (reuzel). Voorbeelden van onverzadigde vetzuren zijn oliezuur, linolzuur en alfa-linoleenzuur, achtereenvolgens met één, twee en drie dubbele bindingen. Voor gezondheidsclaims zie bij deze vetzuren.
Door additie van waterstofgas aan de vetzuurketens met nikkel als katalysator kunnen de dubbele bindingen omgezet worden in enkele bindingen, omdat het smeltpunt hierdoor hoger wordt, wordt dit harden of hydrogeneren genoemd.